# Аббаси, Сулмаз
Сулмаз Аббаси Азад (перс. سولماز عباسی آزاد‎, род. 19 января 1984 года, Тегеран, Иран) — иранская гребчиха, участница летних Олимпийских игр 2012 года, бронзовая призёрка летних Азиатских игр 2010 года.

## Спортивная биография
Первоначально Сулмаз Аббаси занималась гребным слаломом, но в 2009 году она перешла в академическую греблю.
Свою первую крупную международную награду Аббаси завоевала в 2010 году на летних Азиатских играх, проходивших в китайском городе Гуанчжоу. В соревнованиях парных четвёрок в лёгком весе Сулмаз вместе с подругами по команде смогла завоевать бронзовую медаль, пропустив вперёд только спортсменок из Китая и Вьетнама.
В 2012 году Аббаси приняла участие в летних Олимпийских играх в Лондоне. В соревнованиях одиночек Сулмаз заняла последнее место в предварительном раунде, но в дополнительном заезде иранская спортсменка смогла занять второе место, что позволило ей пробиться в четвертьфинал. В следующем раунде Аббаси вновь заняла последнее место и отправилась в финал D, где заняла 6-е место с результатом 8:57,98. По итогам соревнований Аббаси заняла итоговое 24-е место.
В 2013 году Аббаси завоевала свою первую медаль чемпионата Азии по академической гребле. В соревнованиях парных четвёрок в лёгком весе иранская сборная завоевала серебряную медаль.